# سد اکرکور
سد اکرکور (به انگلیسی: Akra Kaur Dam) یک سد در پاکستان است که در Gwadar District, Balochistan, Pakistan واقع شده‌است.